# Авами лиг
Авами лиг (бенг. বাংলাদেশ আওয়ামী লীগ — Народная лига Бангладеш) — левоцентристская политическая партия Бангладеш, основанная в Восточном Пакистане в 1949 году.

## История
Среди основателей были бенгальские националисты Маулана Абдул Хамид Хан Башани, Шамсул Хук и присоединившийся чуть позже Хусейн Шахид Сухраварди (затем бывший в 1956—1957 годах премьер-министром Пакистана). «Авами Лиг» была создана в Дакке под названием Народная мусульманская лига в качестве бенгальской альтернативы господствующей в Западном Пакистане Мусульманской лиге, которая проводила дискриминационный курс по отношению к населению Восточного Пакистана.
Партия быстро завоевала массовую народную поддержку в Восточном Пакистане благодаря своей кампании за бенгальский язык. В 1953 году она убрала из названия слово «мусульманская», чтобы не отпугивать индуистское население. В 1954 году Объединённый фронт «Авами Лиг» с двумя другими социалистическими партиями и одной мусульманской одержал убедительную победу на выборах в Законодательное собрание провинции.
Правое крыло, находившееся во главе «Авами Лиг», вошло в состав правительства вначале Восточного Пакистана, а с 1956 года — и всей страны. Однако его политика не удовлетворяла левые и демократические элементы в партии, и в 1957 году они под началом восточнобенгальского духовного лидера Абдул Хамида Б(х)ашани организовали Национальную народную партию («Национальную Авами Лиг»). Вскоре Сухраварди покинул пост главы центрального правительства, однако в Восточном Пакистане «Авами Лиг» оставалась правящей партией до государственного переворота в октябре 1958 года, когда она вместе с прочими партиями была запрещена военной диктатурой. Возобновила деятельность в 1962 году после отмены запрета партий, выступив в оппозиции к режиму Айюб Хана.
В конечном итоге «Авами Лиг» возглавила борьбу бенгальцев за независимость. Под руководством Муджибура Рахмана «Авами Лиг» победила в войне за независимость Бангладеш. После появления независимого государства Бангладеш «Авами Лиг» выиграла первые всеобщие выборы в 1973 году.
В июне 1975 года слилась в одну партию с коммунистической и народной партиями и была переименована в БАКСАЛ (Bangladesh Krishak Sramik Awami League). Её конечной целью было объявлено построение в стране социализма. После убийства Муджибура Рахмана в августе 1975 года была фактически распущена, её члены подверглись репрессиям. Многие партийные руководители были расстреляны или брошены в тюрьму. После восстановления демократии в 1990 году «Авами Лиг» снова стала одним из главных игроков в политической жизни Бангладеш.
Глава партии с 1981 года — Шейх Хасина́ Вазе́д, премьер-министр в 1996—2001 и в 2009—2024 . Вернулась к власти по итогам выборов 2008 года во главе «Большого альянса», включавшего также консервативно-националистическую партию Джатья, Национальную социалистическую партию, маоистскую Рабочую партию Бангладеш и Либерально-демократическую партию.